# شیر باغ وحش لندن
«شیر باغ وحش لندن» (فرانسوی: Lions, Jardin zoologique, Londres‎) یک فیلم صامت فرانسوی به کارگردانی الکساندر پرومیو است که در سال ۱۸۹۶ منتشر شد.